# Corsico
Corsico est une commune de la ville métropolitaine de Milan dans la région de la Lombardie en Italie.

## Géographie
- 1Carte dynamique
- 2Carte Openstreetmap
- 3Carte topographique
- 4Carte avec les communes environnantes

## Administration
| Période                                  | Période      | Identité       | Étiquette | Qualité |
| ---------------------------------------- | ------------ | -------------- | --------- | ------- |
| 16 avril 2000                            | 4 avril 2005 | Sergio Graffeo | DS        |         |
| 4 avril 2005                             | En cours     | Sergio Graffeo | DS        |         |
| Les données manquantes sont à compléter. |              |                |           |         |

### Communes limitrophes
Milan, Cesano Boscone, Trezzano sul Naviglio, Buccinasco

### Jumelages
- Malakoff (France) depuis 1970
- Mataró (Espagne) depuis 1993
- Regla (Cuba) depuis 2003